# Kazimierz Damm
Kazimierz Damm (ur. 21 czerwca 1894 we Lwowie, zm. 13 grudnia 1942 w Warszawie) – kapitan piechoty Wojska Polskiego, działacz niepodległościowy, kawaler Orderu Virtuti Militari.

## Życiorys
Syn Antoniego i Pauliny z Gojawiczyńskich , urodzony 21 czerwca 1894 we Lwowie. Został absolwentem gimnazjum we Lwowie. Od 1913 do 1914 należał do Drużyn Sokolich „Sokół” Lwów IV.
Po wybuchu I wojny światowej, 4 sierpnia 1914 wstąpił do Legionów Polskich. Służył w szeregach 3 pułku piechoty w składzie II Brygady i odbył wraz z nim szlak bojowy, biorąc udział w bitwie pod Rarańczą i bitwie pod Kaniowem. Szczególnie odznaczył się 3 listopada 1916: na czele plutonu zdobył wieś Kołodzieje, likwidując grożące kompanii okrążenie. Za bohaterstwo w walce odznaczony został Krzyżem Srebrnym Orderu Virtuti Militari. Po kryzysie przysięgowym był internowany w Brześciu do 13 listopada 1918.
Po zakończeniu I wojny światowej i odzyskaniu przez Polskę niepodległości został przyjęty do Wojska Polskiego. Został awansowany do stopnia kapitana piechoty ze starszeństwem z dniem 1 czerwca 1919. Został oficerem 32 pułku piechoty w Modlinie. Od 1920 służył w 22 pułku piechoty w Siedlcach. W 1923, 1924 był przydzielony do 40 pułku piechoty w rodzinnym Lwowie.
Z dniem 20 października 1924 został przeniesiony do Korpusu Ochrony Pogranicza. W latach 1927–1928 pełnił służbę w 4 batalionie granicznym w Dederkałach na stanowisku dowódcy 3 kompanii granicznej „Łanowce”.
W listopadzie 1928, po zakończeniu służby w KOP, został przydzielony Oddziału I Sztabu Głównego w Warszawie na stanowisko referenta. W grudniu 1929 został przeniesiony do 30 pułku piechoty w Warszawie, w czerwcu 1930 do 21 pułku piechoty w Warszawie, w marcu 1931 do 3 pułku strzelców podhalańskich w Bielsku, a w marcu 1932 do 2 pułku strzelców podhalańskich w Sanoku. W 1933 pozostawał w dyspozycji dowódcy Okręgu Korpusu Nr VI we Lwowie. Z dniem 30 czerwca 1933 został przeniesiony w stan spoczynku. 
Zmarł 13 grudnia 1942 w Warszawie i został pochowany na Powązkach Wojskowych.
Był żonaty i miał dwoje dzieci: Barbarę Stefanię (ur. 12 stycznia 1921) oraz Sławomira Kazimierza (ur. 29 listopada 1929).

## Ordery i odznaczenia
- Krzyż Srebrny Orderu Wojskowego Virtuti Militari nr 5953 – 17 maja 1922[24][5][3]
- Krzyż Niepodległości – 1931[4]
- Krzyż Walecznych czterokrotnie[5][4]
- Medal Pamiątkowy za Wojnę 1918–1921[4]
- Medal Zwycięstwa „Médaille Interalliée”[4]